# Bandeira de Ivanovo
A Bandeira de Ivanovo é um dos símbolos oficiais do Oblast de Ivanovo, uma subdivisão da Federação Russa. Se uso foi aprovado em  19 de março de 1998.

## Descrição
Seu desenho consiste em um retângulo com razão comprimento largura de 2:3 dividido verticalmente em dois campos iguais: um vermelho à esquerda, e um azul à direita, atravessando a parte inferior há três faixas estreitas onduladas em prata. No centro da bandeira está o brasão da região de Ivanovo.